# Karabin Guedes M1885
Guedes M1885 – portugalski karabin jednostrzałowy.

## Historia
Po 1814 roku armia portugalska była uzbrojona w broń brytyjską. W 1874 roku Portugalczycy zakupili w brytyjskich zakładach Birmingham Small Arms (BSA) 10 000 karabinów i 1200 karabinków Enfield-Snider, które zastąpiły wcześniej używane karabiny Westley Richards w jednostkach pierwszoliniowych. Pozostałe jednostki portugalskie były uzbrojone w różne wzory przestarzałych karabinów odprzodowych.
W 1880 roku rozpoczął się proces wyboru nowego karabinu. Podobnie jak wcześniej źródłem inspiracji była armia brytyjska, a dokładniej używany przez nią karabin Martini-Henry. W latach 1882–1884 Lt. Louis Guedes Dias opracował nowy portugalski karabin. Seria ok. 50 egzemplarzy karabinu przeznaczonych do prób powstała w lizbońskim Arsenal do Exército w 1884 roku.
Prototypowe karabiny miały kaliber 11 mm (prawdopodobnie były zasilane brytyjskim nabojem .577/.450 Martini-Henry). Po pomyślnym przejściu testów nowy karabin został przyjęty do uzbrojenia jako Model 1885 (Mo.885). Ponieważ żadna z wytwórni portugalskich nie posiadała odpowiednio dużych zdolności produkcyjnych 40 000 karabinów zamówiono w 1885 roku w austriackich zakładach Österreichische Waffenfabriksgesellschaft (ÖEWG). Kiedy w zakładach ÖEWG było już przygotowane oprzyrządowanie do produkcji portugalskich karabinów Portugalczycy postanowili przystosować swój karabin do zasilania małokalibrowym nabojem 8 × 60 mm R (podobnie jak nabój 11 mm był on elaborowany prochem czarnym). Zmiana kalibru spowodowała opóźnienie rozpoczęcia produkcji. Kiedy w 1886 roku rozpoczęto testy pierwszych seryjnych karabinów Mo.885 okazało się, że zmniejszenie kalibru sprawiło, że trudniejsza stała się ekstrakcja łusek z komory nabojowej.
Kłopoty z ekstrakcję łusek i wprowadzenie do uzbrojenia armii portugalskiej armii powtarzalnego karabinu Kropatscheck Mo.886 spowodowały w marcu 1886 roku renegocjację kontraktu z ÖEWG. Zamiast karabinów Mo.885 miały one dostarczyć karabiny Mo.886. Wyprodukowane karabiny Guedes Mo.885 zostały w 1887 roku przejęte przez austriackie zakłady. W latach 1888–1889 13 000 tych karabinów zostało sprzedane Burom. W następnych latach do Afryki Południowej sprzedano następne partie karabinów Guedes: 5305 w 1895 oraz 2200 w 1896 roku. Dostarczone karabiny były używane przez Burów podczas walk z wojskami brytyjskimi podczas  wojen burskich.

## Opis
Guedes Mo.885 był bronią jednostrzałową, z zamkiem opadającym. Mechanizm spustowy ze sprężyną uderzeniową działającą bezpośrednio na masywną iglicę.
Zamek był otwierany przy pomocy dźwigni umieszczonej za osłoną spustu. Odchylenie dźwigni do dołu powodowało opadnięcie zamka w dół i odsłonięcie wlotu komory nabojowej. Jeśli w lufie znajdowała się łuska następowało jej częściowe wysunięcie przez wyrzutnik. Po ewentualnym całkowitym usunięciu łuski nabój wkładano ręcznie do komory nabojowej i zamykano zamek. Zamknięcie zamka powodowało napięcie sprężyny uderzeniowej.
Lufa gwintowana, z pięcioma bruzdami lewoskrętnymi.
Guedes Mo.885 był wyposażony w łoże i kolbę drewniane.
Mechaniczne przyrządy celownicze składające się z muszki i celownika (nastawy celownika do 1500 m).